# آکادمی بریکستون
آکادمی بریکستون (انگلیسی: Brixton Academy) یک سالن اجرای موسیقی و تئاتر و کلوب شبانه در شهر لندن است.
این سالن که در سال ۱۹۲۹ تأسیس شده در منطقه بریکستون قرار دارد و دارای ۴٬۹۲۱ نفر ظرفیت می‌باشد.

## نگارخانه

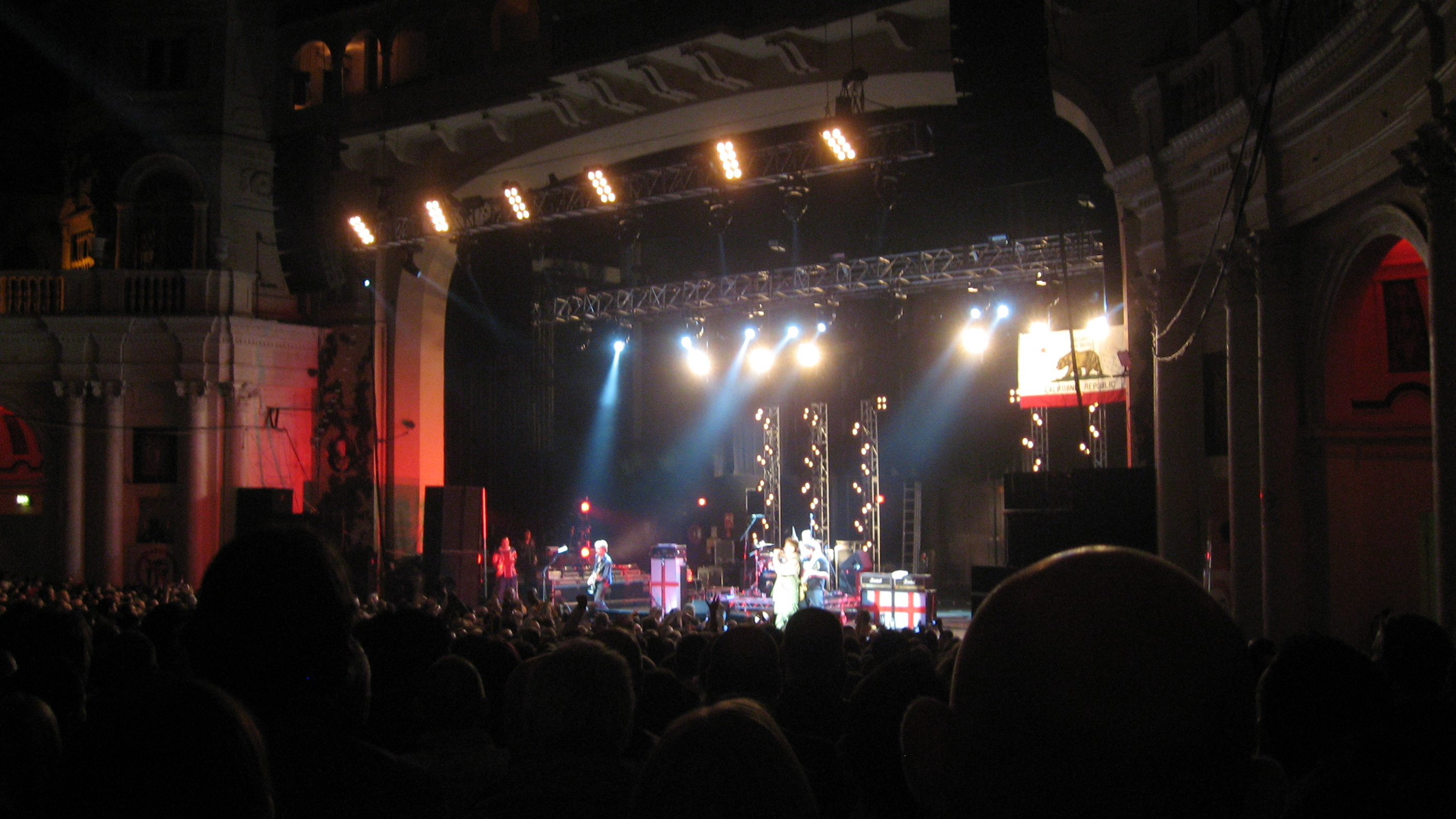
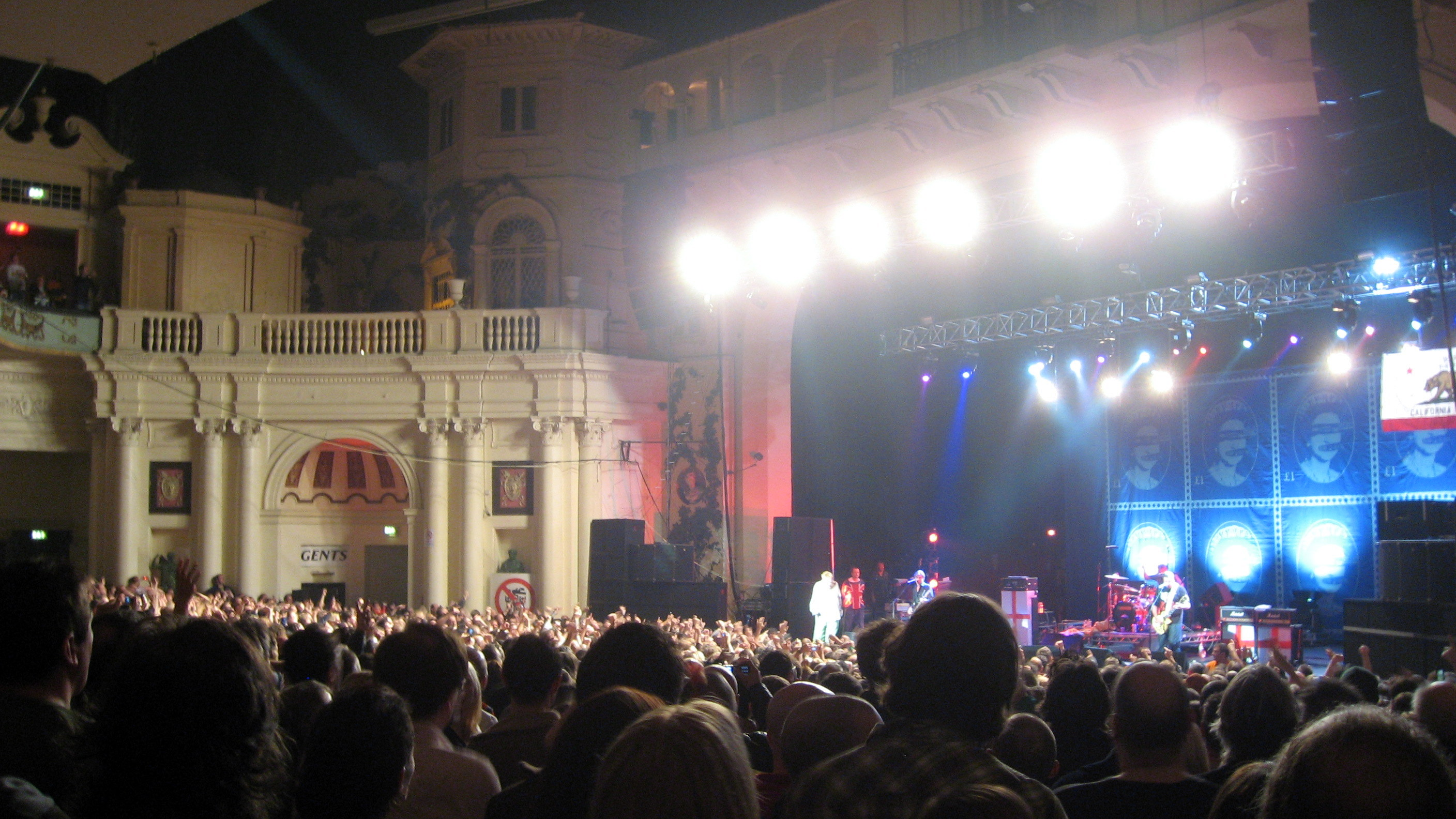
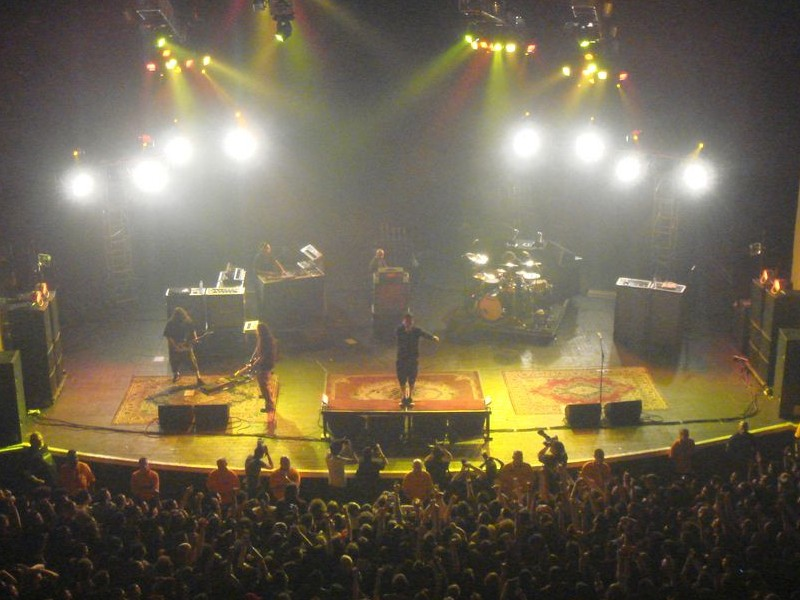